# Ágra
Ágra (Agra) är en ort i Grekland. Den ligger i prefekturen Nomós Lésvou och regionen Nordegeiska öarna, i den östra delen av landet, 240 km nordost om huvudstaden Aten. Ágra ligger 360 meter över havet och antalet invånare är 955. Den ligger på ön Lesbos.
Terrängen runt Ágra är kuperad, och sluttar söderut. Närmaste större samhälle är Polichnítos, 13,5 km sydost om Ágra. 